# Kurjavići
Kurjavići – wieś w Chorwacji, w żupanii istryjskiej, w gminie Višnjan. W 2011 roku liczyła 30 mieszkańców.